# Liste der Nummer-eins-Hits in Norwegen (1990)
Diese Liste enthält alle Nummer-eins-Hits in Norwegen im Jahr 1990. Es gab in diesem Jahr acht Nummer-eins-Singles und neun Nummer-eins-Alben.
| Singles | Alben |
| --- | --- |
| - Phil Collins – Another Day In Paradise - 6 Wochen (50/1989 – 3/1990) - Lisa Stansfield – All Around the World - 3 Wochen (4/1990 – 6/1990) - Sinéad O’Connor – Nothing Compares 2 U - 10 Wochen (7/1990 – 16/1990) - Madonna – Vogue - 3 Wochen (17/1990 – 19/1990) - Alannah Myles – Black Velvet - 8 Wochen (20/1990 – 27/1990) - Roxette – It Must Have Been Love - 12 Wochen (28/1990 – 39/1990) - a-ha – Crying in the Rain - 7 Wochen (40/1990 – 46/1990) - Maria McKee – Show Me Heaven - 9 Wochen (47/1990 – 3/1991) | - Phil Collins – ...But Seriously - 15 Wochen (49/1989 – 11/1990) - Sinéad O’Connor – I Do Not Want What I Haven’t Got - 6 Wochen (12/1990 – 17/1990) - Björn Afzelius – Tusen bitar - 5 Wochen (18/1990 – 22/1990, insgesamt 15 Wochen) - Alannah Myles – Alannah Myles - 4 Wochen (23/1990 – 26/1990) - Björn Afzelius – Tusen bitar - 3 Wochen (27/1990 – 29/1990, insgesamt 15 Wochen) - Smokie – Whose Are These Boots - 1 Woche (30/1990) - Björn Afzelius – Tusen bitar - 7 Wochen (31/1990 – 37/1990, insgesamt 15 Wochen) - Dum Dum Boys – Pstereo - 5 Wochen (38/1990 – 42/1990) - a-ha – East of the Sun, West of the Moon - 5 Wochen (43/1990 – 47/1990) - Steinar Albrigtsen – Alone Too Long - 1 Woche (48/1990) - Elton John – The Very Best of Elton John - 13 Wochen (49/1990 – 9/1991) |
| | |

Siehe auch: Nummer-eins-Hits 1990 in  Australien, Belgien, Dänemark, Deutschland, Finnland, Frankreich, Irland, Italien, Japan, Kanada, Neuseeland, den Niederlanden, Österreich, Schweden, der Schweiz, Spanien, Ungarn, den Vereinigten Staaten und im Vereinigten Königreich.